# إنديا موور
إنديا موور (بالإنجليزية: Indya Adrianna Moore) هي ممثلة وموديل أمريكية ولدت في 17 يناير 1995. تعرف نفسها يإنها لا تنتمي لجنس معين.

## وصلات خارجية
- إنديا موور على موقع IMDb (الإنجليزية)
- إنديا موور على موقع ألو سيني (الفرنسية)
- إنديا موور على موقع قاعدة بيانات الفيلم (الإنجليزية)
- إنديا موور على موقع ليتربوكسد (الإنجليزية)
- إنديا موور على موقع كينوبويسك (الروسية)